# Sonny Corleone
Santino "Sonny" Corleone er en fiktiv karakter i Mario Puzos roman The Godfather (1969) og Francis Ford Coppolas filmatisering (1972).
Han er den ældste søn af don Vito Corleone og Carmela Corleone. Han har to brødre, Fredo og Michael, og en søster, Connie. I filmen bliver Sonny spillet af James Caan, der kortvarigt optræder i et flashback i The Godfather Part II. Caan var oprindeligt blevet castet til at spille Michael, men Coppola insisterede på, at den rolle skulle spilles af Al Pacino.
Instruktøren Francis Ford Coppolas søn Roman Coppola spiller Sonny som dreng i 1920'erne i The Godfather Part II.